# Third Annual Pipe Dream
Third Annual Pipe Dream es el tercer álbum de estudio de la banda estadounidense Atlanta Rhythm Section. Fue publicado en julio de 1974 a través de Polydor Records. 

## Grabación y contenido
Las sesiones de grabación del álbum tuvieron lugar en Studio One, en Doraville, Georgia. Una vez completas las sesiones de grabación, Robert Ludwig y Rodney Mills masterizaron el álbum en Sterling Sound, un estudio ubicado en Nueva York. Buddy Buie produjo el álbum y Mills se desempeñó como ingeniero de audio. Third Annual Pipe Dream contenía diez pistas. «Blues in Maude's Flat» y «Join the Race» son las únicas canciones del álbum no escritas por un miembro de la banda.

## Recepción de la crítica
Un escritor no especificado de Record World escribió: “Ritmos ajustados con especial énfasis en los graves suenan con agilidad”. Un escritor no especificado de la revista Cash Box escribió: “Eric Clapton, después de escuchar al grupo, no tuvo más que elogios para ellos y los elogios tienen una base sustancial en la excelente música que interpretan”.

## Lista de canciones
| Lado uno |                         |                                    |          |  |
| N.º      | Título                  | Escritor(es)                       | Duración |  |
| 1.       | «Doraville»             | Buddy Buie Robert Nix Barry Bailey | 3:28     |  |
| 2.       | «Jesus Hearted People»  | Buie Nix Bailey                    | 3:48     |  |
| 3.       | «Close the Door»        | Ronnie Hammond Paul Goddard        | 3:22     |  |
| 4.       | «Blues in Maude's Flat» | Grant Green                        | 3:47     |  |
| 5.       | «Join the Race»         | John Fristoe                       | 3:57     |  |

| Lado dos |                                            |                   |          |  |
| N.º      | Título                                     | Escritor(es)      | Duración |  |
| 1.       | «Angel (What in the World's Come over Us)» | Buie Nix Bailey   | 5:10     |  |
| 2.       | «Get Your Head Out of Your Heart»          | Nix Hammond       | 2:28     |  |
| 3.       | «The War Is Over»                          | J. R. Cobb Bailey | 2:00     |  |
| 4.       | «Help Yourself»                            | Buie Cobb Nix     | 2:54     |  |
| 5.       | «Who You Gonna Run To»                     | Buie Cobb Nix     | 3:18     |  |

## Créditos y personal
Créditos adaptados desde las notas de álbum de Third Annual Pipe Dream.
Atlanta Rhythm Section
- Ronnie Hammond – voz principal y coros, percusión
- Barry Bailey – guitarra
- J. R. Cobb – guitarra, percusión
- Robert Nix – batería, percusión
- Dean Daughtry – teclados
- Paul Goddard – bajo eléctrico

Músicos adicionales
- Mylon LeFevre – coros en «Jesus Hearted People»
- Hugh Baby Jarret – coros en «Jesus Hearted People»
- Mike Huey – conga en «Join the Race»

Personal técnico
- Buddy Buie – productor
- Rodney Mills – ingeniero de audio, masterización
- Robert Ludwig – masterización
- Mike McCarty – ilustración, diseño
- Jack Sinclair – fotografía

## Posicionamiento
| Gráfica (1974)                            | Pico de posición |
| ----------------------------------------- | ---------------- |
| Canadá (RPM Top Albums)                   | 77               |
| Estados Unidos (Billboard Top LPs & Tape) | 74               |